# Atemlos durch die Nacht
Atemlos durch die Nacht ist ein Lied der deutschen Schlagersängerin Helene Fischer. Das Stück ist die zweite Singleauskopplung aus ihrem sechsten Studioalbum Farbenspiel.

## Entstehung und Artwork
Das Lied wurde von der deutschen Schlagersängerin und -komponistin Kristina Bach geschrieben und in den Hamburger Gaga Studios aufgenommen. Die Single wurde von Jean Frankfurter produziert und programmiert und bei Polydor veröffentlicht. Gemastert wurde das Lied unter der Leitung von Michael Bestmann. Als zusätzlicher Instrumentalist wurde neben Frankfurter am Keyboard Peter Weihe an der Gitarre engagiert. Auf dem Cover der Maxi-Single ist neben Künstlernamen und Liedtitel eine verschwommene Skyline während eines Sonnenuntergangs zu sehen.
Das Stück entstand im Frühjahr 2013, als Bach gerade auf Mallorca weilte, um an ihrem neuen Album zu arbeiten. Weil sie sich noch mit Freundinnen treffen wollte, nahm sie den Refrain innerhalb von zwei Minuten in ihrer Küche auf Band auf. Eigentlich war der Titel für sie selbst gedacht, doch auf einer Veranstaltung fragte Fischer nach, ob Bach nicht ein neues Stück für sie habe. Zunächst verneinte diese, doch später gab sie das Lied weiter an Fischer. 2014 veröffentlichte Bach ihre Komposition als englische Fassung Take a Breath auf dem Studioalbum Leben ist Liebe!

## Veröffentlichung und Promotion
Die Erstveröffentlichung von Atemlos durch die Nacht erfolgte am 29. November 2013 in Deutschland, Österreich und der Schweiz. Das Lied ist als einzelner Download und als Maxi-Single mit sechs weiteren Remixen zum Download oder als physischer Tonträger erhältlich. Bei iTunes gibt es eine spezielle Maxi-Version Atemlos durch die Nacht (The Radio Mixes Special Version) mit insgesamt acht Titeln. Neben der Albumversion von Atemlos durch die Nacht enthält die Maxi-Single als B-Seite Remixversionen von Bassflow, Sean Finn und Florian Paetzold. Neben der regulären Maxi-Single wurde auch eine Remix-EP mit sieben „Extended-Remixen“ veröffentlicht. Am 9. Oktober 2020 erschien eine limitierte Vinylplatte zu Atemlos durch die Nacht, die auf eine Auflage von 2020 Exemplaren begrenzt wurde. Diese beinhaltet vier Remixversionen des Stücks, die bereits zur damaligen Singleveröffentlichung im Jahr 2013 beziehungsweise im Folgejahr 2014 entstanden.
Um das Lied zu bewerben, folgten unter anderem Liveauftritte zur Hauptsendezeit während der Verleihung des Bambi 2013, bei Menschen 2013 und TV total. Am 13. November 2014 wurde Fischer in der Kategorie Entertainment mit ihrem zweiten Bambi ausgezeichnet. Im Vorfeld sang der Frontmann von Sunrise Avenue, Samu Haber, eine kurze Unplugged-Version von Atemlos durch die Nacht zu Beginn seiner Laudatio; nach der Preisübergabe folgte ein Liveauftritt Fischers.
Im Vorfeld zur Fußball-Weltmeisterschaft 2014 entwickelte sich das Lied zu einem der Favoriten der deutschen Fußballnationalmannschaft. So kam es, dass das Stück nach den Testspielen im Vorfeld der WM im Stadion gespielt wurde. Am 15. Juli 2014 sang Fischer das Stück live beim Empfang der Nationalmannschaft auf der Fanmeile vorm Brandenburger Tor. DFB-Präsident Wolfgang Niersbach gab an, dass er nicht wisse, wer dafür gesorgt hatte, dass Atemlos durch die Nacht zu einem der Mannschaftssongs wurde. Er gab aber an, dass die Spieler von Borussia Dortmund große Fans von ihr seien und sie im Vorjahr nach dem verlorenen UEFA-Champions-League-Finale 2013 für die Mannschaft sang. Vor dem Auftritt Fischers wurde speziell Roman Weidenfeller von Borussia Dortmund zu ihr befragt, der nochmals bestätigte, ein großer Fan von ihr zu sein.
Zum 10-jährigen Jubiläum nahm Fischer das Lied mit der deutschen Rapperin und Sängerin Shirin David neu auf. Diese Version erschien als Single-Einzeltrack zum Download und Streaming am 24. November 2023. Am 25. November 2023 trat Fischer gemeinsam mit Shirin David bei Wetten, dass..? auf.
Remixversionen
1. Atemlos durch die Nacht (A Class Dance Edit)
2. Atemlos durch die Nacht (A Class Kuduro Edit)
3. Atemlos durch die Nacht (A Class Kuduro Floor Mix)
4. Atemlos durch die Nacht (A Class Spheric Floor Edit)
5. Atemlos durch die Nacht (Bassflow Alternative Remake Edit)
6. Atemlos durch die Nacht (Bassflow Main Radio/Video Mix)
7. Atemlos durch die Nacht (Florian Paetzold Remix)
8. Atemlos durch die Nacht (Sean Finn Remix)
9. Atemlos durch die Nacht (The Pope Remix)

## Inhalt und Plagiatsvorwurf
„Atemlos durch die Nacht,

bis ein neuer Tag erwacht.

Atemlos einfach raus,

deine Augen ziehen mich aus!
Atemlos durch die Nacht,

Spür’ was Liebe mit uns macht.

Atemlos, schwindelfrei,

großes Kino für uns zwei.“

Der Liedtext zu Atemlos durch die Nacht ist in deutscher Sprache verfasst. Musik und Text stammen von Kristina Bach. Musikalisch bewegt sich das Lied im Bereich der Popmusik, stilistisch in den Bereichen des Europop und Schlagers; der Rhythmus des Stücks orientiert sich am Discofox. Neben Fischers Gesang sind im Hintergrund die Stimmen von Bimey Oberreit, Franco Leon, Julian Feifel und Kareena Schönberger zu hören. Im Lied wird eine perfekte Nacht zwischen einem sich liebenden Paar dargestellt, eine Nacht ohne Tabus und voller Freiheit, die nie enden soll. In der ultimativen Chartshow vom 6. Januar 2016 antwortet Bach auf die Frage von Atze Schröder, worum es eigentlich ginge, mit der knappen Antwort: „Lebensfreude“.
Kurz nach Erscheinen thematisierten Medien und Musikexperten eine Ähnlichkeit zu dem Lied Land of Dreams von Rosanne Cash. Cash komponierte das Stück im April 2012 für die Kampagne Discover America, die für Reisen in den Vereinigten Staaten wirbt. Die Ähnlichkeiten wurden vom Produktionsteam so erklärt, dass beiden Liedern ein irisches Volkslied zugrunde liegen soll. Im Januar 2015 behauptete der deutsche Musikproduzent Jack White, dass die ersten acht Noten von Atemlos durch die Nacht identisch seien mit jenen seiner Komposition Ein Festival der Liebe. Die Noten neun bis zwölf seien demnach eine Wiederholung der ersten vier; danach komme eine Wiederholung der zwölf Noten. Das folgende „oho oho“ sei dem „oho oha“ aus Ein Festival der Liebe ebenfalls ähnlich.
Während des Auftritts für die deutsche Nationalmannschaft sang Fischer eine leicht abgewandelte Version. Aus der Zeile „Alles, was ich will, ist da, große Freiheit pur, ganz nah“ wurde „Unser aller Traum ist wahr, wir haben den WM-Pokal!“ und aus „Spür’, was Liebe mit uns macht“ wurde „Spür’, was Fußball mit uns macht“.

## Musikvideo
Zu Beginn des Musikvideos sieht man die Skyline und weitere Straßenzüge von Chicago während der Abenddämmerung. Anschließend bereitet sich Fischer auf den Abend vor. Danach fährt sie in einem BMW M6 Cabriolet zum ersten Partyort. Dort singt sie zusammen mit den Gästen ihr Lied. Später verlässt sie mit zwei Freundinnen die Party und fährt in einem traditionellen Londoner Black Cab Taxi zur nächsten Location in eine Bar. Nach kurzer Zeit verlässt sie auch diesen Ort und begibt sich in eine Diskothek. Zwischendrin sind immer wieder Bilder Chicagos bei Nacht und Fischer, die an verschiedenen Orten das Lied singt, zu sehen. An jedem Ort ist sie anders gekleidet, so dass sie insgesamt sechs Outfits präsentiert. Die Gesamtlänge beträgt 3:37 Minuten. Regie führte Oliver Sommer.
Musikvideo bei VIVA
Als Fischer mit Farbenspiel in der ersten Januarwoche 2014 wieder Platz eins der deutschen Albumcharts eroberte, schrieb der Musiksender VIVA Deutschland auf seiner Facebookseite: „Who the fuck is Helene Fischer?“. Gegen diesen Post erhob sich vehementer Protest. Bis zu diesem Zeitpunkt war noch nie ein Musikvideo von Fischer auf VIVA gezeigt worden, Anfang Januar kam es zur erstmaligen Ausstrahlung von Atemlos durch die Nacht. Es ist einer der wenigen Schlager, die bei VIVA in voller Länge gespielt wurden.

## Mitwirkende
Liedproduktion
- Kristina Bach: Komponist, Liedtexter
- Michael Bestmann: Mastering[20]
- Julian Feifel: Begleitgesang
- Helene Fischer: Gesang
- Jean Frankfurter: Keyboard, Musikproduzent, Programmierung[20]
- Franco Leon: Begleitgesang
- Bimey Oberreit: Begleitgesang
- Kareena Schönberger: Begleitgesang
- Peter Weihe: Gitarre[20]

Musikvideo
- Ute Feuerstacke: Ausstatterin
- Oliver Sommer: Regisseur
- Danny Winter: Visueller Effekt

Unternehmen
- AVA Studios: Ausführende Produktion (Musikvideo)
- Gaga Studio: Aufnahmestudio[20]
- Hero Cars Berlin: Ausstattung (Musikvideo)
- Polydor: Musiklabel

## Preise
Atemlos durch die Nacht wurde von der Internetseite „SchlagerPlanet“ zur Single des Monats November 2013 gekürt. Am 23. März 2014 gewann Fischer mit Atemlos durch die Nacht den SWR 4 Hit-Marathon in Rheinland-Pfalz und Baden-Württemberg. In Rheinland-Pfalz ist es der vierte Sieg Fischers seit 2008. Während der Echoverleihung 2015 wurde Atemlos durch die Nacht mit einem Echo Pop in der Kategorie Hit des Jahres (national oder international) ausgezeichnet. Im Oktober 2024 wurde Atemlos durch die Nacht (10 Year Anniversary Version) mit einem Polyton in der Kategorie Wildcard ausgezeichnet.

## Kommerzieller Erfolg

### Chartplatzierungen
Atemlos durch die Nacht erreichte bereits vor seiner Veröffentlichung aufgrund hoher Downloadzahlen am 18. Oktober 2013 die Singlecharts. In Deutschland erreichte die Single zunächst Rang drei der Singlecharts. Nach Veröffentlichung der 10 Year Anniversary Version erreichte sie am 1. Dezember 2023 die Chartspitze. Insgesamt konnte sich das Lied 38 Wochen in den Top 10 und 130 Wochen in den Charts platzieren, womit es zu den Liedern, die am längsten in den deutschen Singlecharts verweilten zählt.
In Österreich erreichte die Single die Chartspitze und konnte sich dort insgesamt vier Wochen, 40 Wochen in den Top 10 und 100 Wochen in den Charts halten. In der Schweiz erreichte die Single Rang zwei und konnte sich insgesamt 17 Wochen in den Top 10 und 80 Wochen in den Charts halten. In der Schweiz stieg die Neuauflage separat für eine Woche in die Charts ein und belegte dabei am 3. Dezember 2023 Rang 14.
Das Lied war ferner für einen Zeitraum von 15 Wochen das erfolgreichste deutschsprachige Lied in den deutschen Singlecharts sowie für 27 Wochen das erfolgreichste deutschsprachige Lied in der österreichischen Hitparade. Atemlos durch die Nacht platzierte sich in den Single-Jahrescharts von 2014 in Deutschland und Österreich auf Position eins und in der Schweiz auf Position vier. 2015 platzierte sich Atemlos durch die Nacht in den deutschen und österreichischen Single-Jahrescharts auf Position 50 sowie auf Position 69 in der Schweiz.
Für Fischer ist es der neunte Charterfolg in Deutschland, der vierte in Österreich und der fünfte in der Schweiz. In allen drei Staaten war es ihr erster Top-10-Erfolg und somit auch der erste Nummer-eins-Hit in Österreich, später auch in Deutschland. Nach Ich will immer wieder … dieses Fieber spür’n und Fehlerfrei platzierte sich zum dritten Mal eine Single in allen D-A-CH-Staaten. In allen drei Staaten konnte sich bis heute keine Single Fischers höher und länger in den Charts platzieren. Zuvor war Fehlerfrei mit Höchstposition 20 die erfolgreichste Chartsingle Fischers in Deutschland. Atemlos durch die Nacht schaffte es als 25. Single, sich länger als ein halbes Jahr in den deutschen Top 10 zu platzieren. Letztmals gelang dies Gossip mit Heavy Cross fünf Jahre zuvor. Außerdem ist Atemlos durch die Nacht mit über 100 Wochen der Titel, der sich die längste Zeitspanne ununterbrochen in den deutschen Charts aufhielt.
Für Frankfurter als Produzent ist Atemlos durch die Nacht bereits der 34. Charterfolg in Deutschland sowie der achte in Österreich und der sechste in der Schweiz. In allen drei Ländern ist es sein zweiter Top-10-Erfolg und in Österreich erreichte er erstmals Position eins in den Charts.
| ChartsChartplatzierungen | Höchstplatzierung | Wochen |
| ------------------------ | ----------------- | ------ |
| Deutschland (GfK)        | 1 (130 Wo.)       | 130    |
| Österreich (Ö3)          | 1 (100 Wo.)       | 100    |
| Schweiz (IFPI)           | 2 (80 Wo.)        | 80     |

| ChartsChartplatzierungen | Höchstplatzierung | Wochen |
| ------------------------ | ----------------- | ------ |
| Schweiz (IFPI)           | 14 (1 Wo.)        | 1      |

| ChartsJahrescharts (2014) | Platzierung |
| ------------------------- | ----------- |
| Deutschland (GfK)         | 1           |
| Österreich (Ö3)           | 1           |
| Schweiz (IFPI)            | 4           |

| ChartsJahrescharts (2015) | Platzierung |
| ------------------------- | ----------- |
| Deutschland (GfK)         | 50          |
| Österreich (Ö3)           | 50          |
| Schweiz (IFPI)            | 69          |

| ChartsJahrescharts (2010–2019) | Platzierung |
| ------------------------------ | ----------- |
| Österreich (Ö3)                | 2           |

### Auszeichnungen für Musikverkäufe
Im März 2015 wurde Atemlos durch die Nacht in Deutschland mit einer Diamantenen Schallplatte für über eine Million verkaufte Einheiten ausgezeichnet. Damit zählt die Single zusammen mit Anton aus Tirol (DJ Ötzi) und Die längste Single der Welt (Wolfgang Petry), nach Ein Stern (… der deinen Namen trägt) von DJ Ötzi und Nik P., zu einem der meistverkauften deutschsprachigen Schlager, sowie allgemein zu einer der meistverkauften Singles in Deutschland. In Österreich wurde die Single im September 2022 mit 4-fach-Platin für über 120.000 verkaufte Einheiten ausgezeichnet und in der Schweiz im Oktober 2014 mit einer Platin-Schallplatte für über 30.000 verkaufte Einheiten. Insgesamt wurde die Single fünf Mal mit Platin und einmal mit Diamant ausgezeichnet und verkaufte sich mehr als 1,15 Millionen Mal.
| Land/Region        | Auszeichnungen für Musikverkäufe (Land/Region, Auszeichnung, Verkäufe) | Verkäufe  |
| ------------------ | ---------------------------------------------------------------------- | --------- |
| Deutschland (BVMI) | Diamant                                                                | 1.000.000 |
| Österreich (IFPI)  | 4× Platin                                                              | 120.000   |
| Schweiz (IFPI)     | Platin                                                                 | 30.000    |
| Insgesamt          | 5× Platin · 1× Diamant ·                                               | 1.150.000 |

## Coverversionen und Parodien (Auswahl)
- 2014 – Bernd Stelter spielte im Februar 2014 während des Kölner Karnevals eine Coverversion namens Arbeitslos durch die Nacht. Stelter hatte jedoch keine Freigabe für das Stück und somit gegen das Urheberrecht verstoßen. Dieses liegt bei Kristina Bach, die zufällig als Zuschauerin beim Auftritt Stelters anwesend war. Nach dem Auftritt kam es deswegen zu Unstimmigkeiten zwischen ihr und Stelter.[40]
- 2014 – Antenne Niedersachsen: Der Radiosender veröffentlichte anlässlich der Verurteilung von Uli Hoeneß wegen Steuerhinterziehung im März 2014 die Coverversion Atemlos in den Knast.[41][42]
- 2014 – Ikke Hüftgold: Ballermannversion mit dem Titel Hackevoll durch die Nacht.
- 2014 – Laura Lynn: Die belgische Sängerin nahm eine niederländische Version mit dem Titel Jij en ik als Promo-Single auf.[43]
- 2014 – Carolin Kebekus: Atemnot, Parodie zur Verleihung des Deutschen Comedypreis 2014.
- 2014 – Marie-José van der Kolk: Niederländische Version mit dem Titel Ademloos door de Nacht.
- 2015 – Spongebob Schwammkopf: Das Musikprojekt um Spongebob Schwammkopf veröffentlichte am 13. Februar 2015 eine Version unter dem Titel Bargeldlos auf dem Album Das Superbob Album.[44]
- 2015 – Turbobier: Umgetextete Punkrock-Version mit dem Titel Arbeitslos.[45]
- 2015 – Liezel Pieters: Südafrikanische Version mit dem Titel Asemloos
- 2016 – Charlotte Perrelli: Schwedische Version mit dem Titel Här står jag, selten auch als Här är jag.
- 2016 – Andreas Fulterer: Italienische Version mit dem Titel Anche tu.
- 2020 – Xenia Prinzessin von Sachsen: Japanische Version mit dem Titel Atemlos (Through the Night).[46]